# جنية
الجنّية أو عروس الجن (بالإنجليزية: Fairy) وهي نوع من الأسطورة والخرافة أو المخلوقات الأسطورية الموجودة في الفولكلور للثقافات الأوروبية المتعددة (بما في ذلك علم الأساطير الكلتية، وثنية سلافية، الفلكور الألماني، الفلكور الإنجليزي، والفلكور الفرنسي)، وغالبًا ما توصف بأنها ميتافيزيقية أو فوق طبيعية أو خارقة للطبيعة.
الأساطير والقصص حول الجنيات ليس لها أصل واحد، بل هي مجموعة من المعتقدات الشعبية من مصادر متباينة. تشمل النظريات الشعبية المختلفة حول أصول الجنيات تصنيفهم إما على أنهم ملائكة منقوصون أو شياطين في التقاليد المسيحية، كألهة في أنظمة المعتقدات الوثنية، كأرواح الموتى، كسلائف ما قبل التاريخ للبشر، أو كأرواح الطبيعة.
تم تطبيق تسمية الجنية في بعض الأحيان فقط على مخلوقات سحرية محددة ذات مظهر بشري وقوى سحرية وميل للخداع. في أوقات أخرى، تم استخدامه لوصف أي مخلوق سحري، مثل العفاريت والتماثيل. تم استخدام الجنية أحيانًا كصفة بمعنى «مسحور» أو «سحري». يتم استخدامه أيضًا كاسم للمكان الذي أتت منه هذه الكائنات، أرض الجنية.
هناك فكرة متكررة من الأساطير حول الجنيات وهي الحاجة لدرء الجنيات باستخدام التعويذات الواقية. تشمل الأمثلة الشائعة لمثل هذه التعويذات أجراس الكنيسة، وارتداء الملابس من الداخل إلى الخارج، والبرسيم ذي الأربع أوراق، والطعام. كما كان يُعتقد في بعض الأحيان أن الجنيات تطارد مواقع محددة، وتؤدي إلى ضلال المسافرين باستخدام وهج مستنقعي. قبل ظهور الطب الحديث، غالبًا ما يُعتقد مسئولية الجنيات عن المرض، وخاصة السل والتشوهات الخلقية.
بالإضافة إلى أصولها الفولكلورية، كانت الجنيات سمة مشتركة لأدب عصر النهضة والفن الرومانسي، وكانت شائعة بشكل خاص في المملكة المتحدة خلال العصرين الفيكتوري والإدواردي. شهد إحياء سلتيك أيضًا الجنيات التي تم إنشاؤها كجزء أساسي من التراث الثقافي السلتي.

## علم أصول الكلمات
كلمة الجنية (الإنجليزية: fairy) مشتقة من الجنية بالإنجليزية الحديثة المبكرة (faerie)، والتي تعني عالم الأشرار. وهي مشتقة من اللغة الفرنسية القديمة (faierie)، وهو اشتقاق من فاي (faie) (من فاتا fata باللاتينية العامية) مع لاحقة الاسم المجرد.
في الرومانسية الفرنسية القديمة، كانت فاي أو fee امرأة ماهرة في السحر، وكانت تعرف قوة وفضيلة الكلمات والحجارة والأعشاب.
تشير تقاليد الفولكلور المختلفة إلى الجنيات تعبيرًا ملطفًا على أنها مجموعة صغيرة، ومجموعة صالحة، وأهل سلام، ومجموعة عادلة (ويلز: تايلويث تيج)، إلخ.

## التطور التاريخي
يستخدم جنية المصطلح أحيانا لوصف أي السحري مخلوق، بما في ذلك العفاريت والتماثيل، بينما في أوقات أخرى، يصف هذا المصطلح فقط نوع معين من أثيري مخلوق أو العفريت. يعتبر مفهوم «الجنية» بالمعنى الضيق فريدًا من نوعه في الفولكلور الإنجليزي، والذي أصبح لاحقًا ضئيلًا وفقًا للأذواق السائدة في العصر الفيكتوري، كما هو الحال في «القصص الخيالية» للأطفال.
تشمل الأصول التاريخية تقاليد مختلفة من بريطونيون كلتيون (بريطون، غاليون، كونيون)، غايل (الأيرلندية، الاسكتلندية، مانكسيون)، والشعوب الجرمانية، والرومانسية في العصور الوسطى الفرنسية. وقد استخدم صفة الجنية، ومعنى «السحر»، ولكن أيضا أصبح مصطلح عام لمختلف «مسحور» مخلوقات خلال أواخر الأوسط الإنجليزية الفترة. دمج أدب العصر الإليزابيثي بين الجان وجنيات الثقافة الرومانسية، مما جعل هذه المصطلحات قابلة للتبادل إلى حد ما.
شهد العصر الفيكتوري والعصر الإدواردي زيادة في الاهتمام بالجنيات. يلقي إحياء سلتيك الجنيات كجزء من التراث الثقافي لأيرلندا. اقترح كارول سيلفرز وآخرون أن افتتان الأثريين الإنجليز نشأ من رد فعل على زيادة التصنيع وفقدان الطرق الشعبية الأكبر سناً.

## الأوصاف

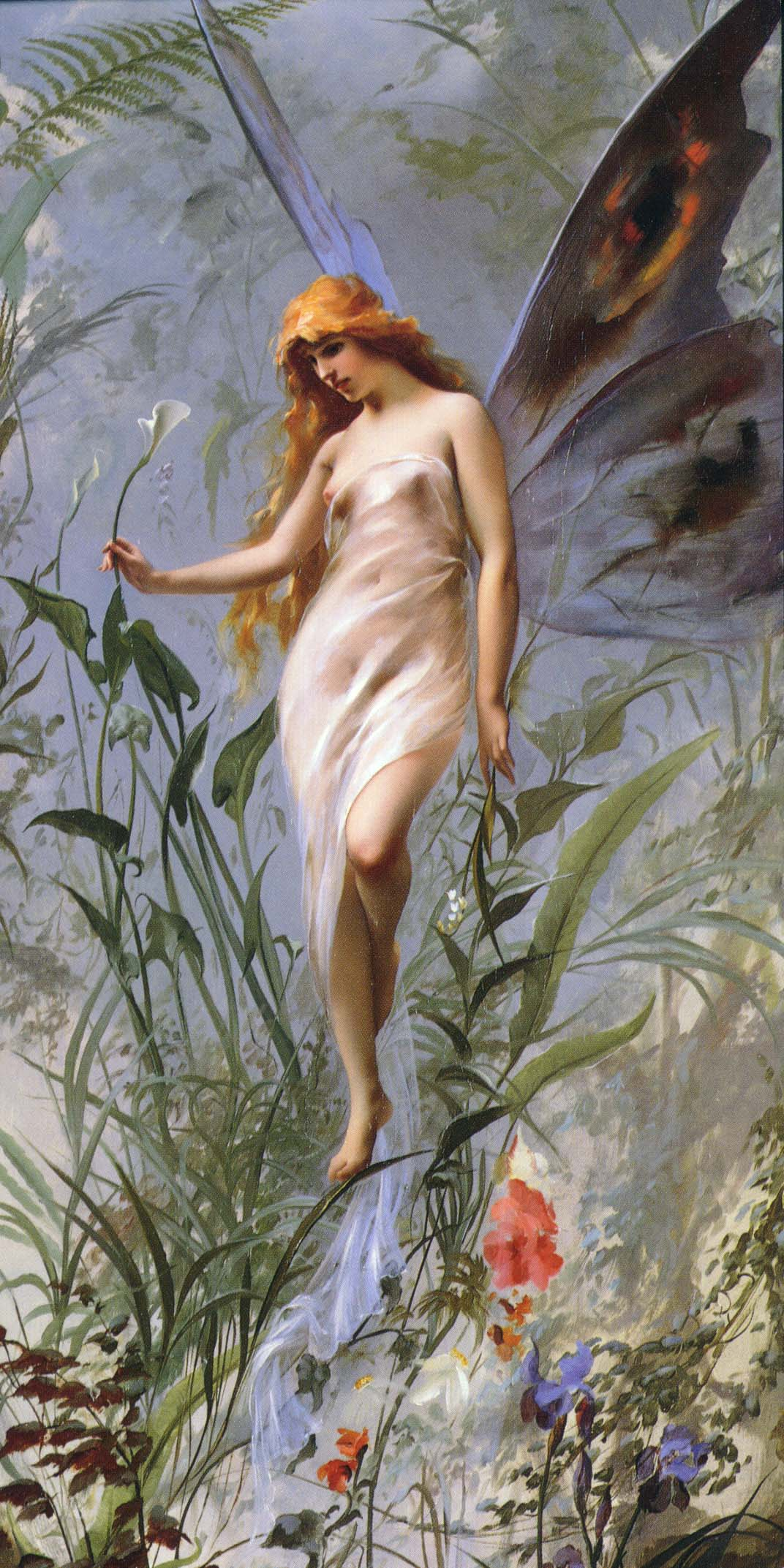
1888 رسم توضيحي للويس ريكاردو فاليرو للتصوير الحديث المشترك لجنية بأجنحة فراشة

توصف الجنيات عمومًا بأنها بشرية في المظهر ولديها قوى سحرية. تم الإبلاغ عن الجنيات الضئيلة من مختلف الأنواع عبر القرون، بدءًا من الجنيات الصغيرة جدًا إلى حجم الإنسان. يمكن افتراض هذه الأحجام الصغيرة بطريقة سحرية، وليس ثابتة. يمكن لبعض الجنيات الأصغر أن توسع شخصياتها لتقليد البشر. في أوركني، تم وصف الجنيات بأنها قصيرة القامة، ويرتدون الرمادي الداكن، وأحيانًا تُرى مرتدين الدروع. في بعض الفلكلور، الجنيات لها عيون خضراء. تظهرهم بعض صور الجنيات بأحذية، والبعض الآخر حفاة. بالرغم من شيوع الأجنحة في الأعمال الفنية الفيكتورية وما بعدها، إلا أنها نادرة في الفولكلور. طارت الجنيات عن طريق السحر، وأحيانًا تطفو على سيقان الخنازير أو ظهور الطيور. غالبًا ما تتضمن الرسوم التوضيحية الحديثة أجنحة اليعسوب أو الفراشة. 

## الأصول
لا تنبثق الجنيات الحديثة المبكرة من أصل واحد؛ المصطلح عبارة عن مزيج من عناصر متباينة من مصادر المعتقدات الشعبية، متأثرة بالأدب والمضاربة. في الفولكلور الأيرلندي، الأسطورية أويس سيديه، أو «شعب التلال الخيالية»، قد توصلوا إلى معنى حديث يشمل إلى حد ما الجنيات. كما كان للجان الاسكندنافية تأثير. صور علماء الفولكلور وعلماء الأساطير الجنيات بأشكال مختلفة على النحو التالي: الموتى غير المستحقين، وأطفال حواء، ونوع من الشياطين، والأنواع المستقلة عن البشر، والعرق الأكبر سنًا من البشر، والملائكة الساقطة. تجمع العناصر الفولكلورية أو الأسطورية بين العناصر السلتية والجرمانية واليونانية الرومانية. اقترح الفلكلوريون أن «الجنيات» نشأت من معتقدات سابقة مختلفة، والتي فقدت رواجها مع ظهور المسيحية. هذه التفسيرات المتباينة ليست بالضرورة غير متوافقة، حيث يمكن تتبع «الجنيات» إلى مصادر متعددة.

### الملائكة منزوعة الرتبة
كان هناك عقيدة مسيحية ترى أن الجنيات كانت طبقة من الملائكة «المنزوعة الرتبة». وصفت إحدى القصص مجموعة من الملائكة مقززة، وأمر الله بإغلاق أبواب السماء؛ أولئك الذين ما زالوا في الجنة ظلوا ملائكة، والذين في الجحيم أصبحوا شياطين، وأولئك الذين تم القبض عليهم فيما بينهم أصبحوا جنيات. كتب آخرون أن بعض الملائكة، لم يكونوا أتقياء بما فيه الكفاية، لكن ليسوا أشرارًا بما يكفي للجحيم، طُردوا من السماء. قد يفسر هذا المفهوم تقليد دفع «سن المراهقة» أو دفع العشور إلى الجحيم؛ كملائكة ساقطة، على الرغم من أنهم ليسوا شياطين تمامًا، يمكن اعتبارهم رعايا للشيطان.

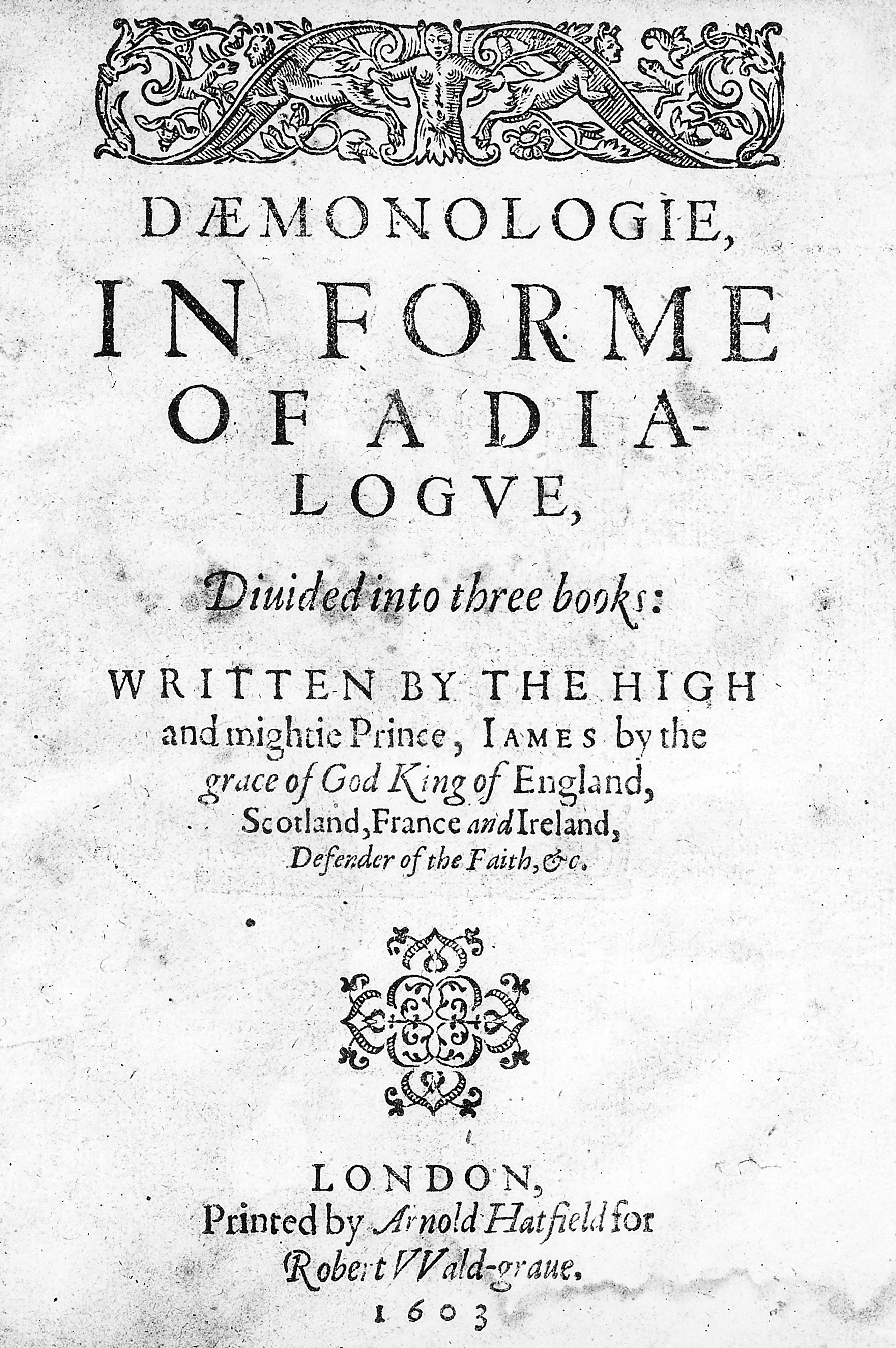
صفحة عنوان من 1603 إعادة طبع ديمونولوجي.

ذكر الملك جيمس السادس ملك اسكتلندا في رسالته التي نشرها عام 1599 باعتبارها أطروحة فلسفية حول استحضار الأرواح المعاصر والعلاقات التاريخية بين مختلف أساليب العرافة المستخدمة من السحر الأسود القديم، وذلك تحت اسم "ديمانولوجي"، أن مصطلح «الجنيات» يشير إلى الأرواح الوهمية (الكيانات الشيطانية) التي تنبأت بالأفراد الذين خدمتهم وتعاونت معهم ونقلتهم؛ في العصور الوسطى، قد يتلقى ساحر أو ساحر لديه اتفاق مع روح مألوفة هذه الخدمات.
في الدوائر الثيوصوفية في إنجلترا في القرن التاسع عشر، تم الإبلاغ عن الإيمان بالطبيعة «الملائكية» للجنيات. قيل إن الكيانات التي يشار إليها باسم ديفاس توجه العديد من عمليات الطبيعة، مثل تطور الكائنات الحية، ونمو النباتات، وما إلى ذلك، وكثير منها أقام داخل الشمس (ملائكة الشمس). شملت أكثر راسخ ديفاس أرواح الطبيعة، اليمينتالس، والجنيات،  والتي وصفت بأنها تظهر في شكل ألسنة اللهب الملونة، ما يقرب من حجم الإنسان.
آرثر كونان دويل، في كتابه الصادر عام 1922 بعنوان مجيء الجنيات ؛ أفادت النظرة الثيوصوفية للجنيات، أن الثيوصوفي البارز إل جاردنر قد شبه الجنيات بالفراشات، والتي كانت وظيفتها توفير رابط أساسي بين طاقة الشمس ونباتات الأرض، واصفًا إياها بأنها لا تملك شكلًا نظيفًا... غيوم ملونة صغيرة ضبابية ومضيئة إلى حد ما مع نواة لامعة أكثر إشراقًا. «إن نمو النبات الذي نعتبره النتيجة المعتادة والحتمية لربط العوامل الثلاثة للشمس والبذور والتربة لن يحدث أبدًا إذا غاب بناة الجنيات.» 
لمفهوم مماثل في الميثولوجيا الفارسية، انظر بيري.

### الآلهة الوثنية منزوعة الرتبة
في وقت من الأوقات، كان يُعتقد أن الجنيات كانت تُعبد في الأصل على أنها آلهة، مثل الحوريات وأرواح الشجر،  ومع تزايد هيمنة الكنيسة المسيحية، استمر تقديس هذه الآلهة، ولكن في حالة متضائلة من القوة المتصورة. تم إعادة توظيف العديد من الآلهة القديمة من الفولكلور والأساطير القديمة كجنيات في الخيال الفيكتوري (انظر أعمال ويليام بتلر ييتس للحصول على أمثلة).

### الجنيات كالشياطين
اعتقاد مسيحي مسجل في القرن السابع عشر يلقي بجميع الجنيات على أنها شياطين. نما هذا المنظور أكثر شيوعًا مع صعود التزمت بين الكنيسة الإصلاحية في إنجلترا (انظر: الأنجليكانية). الهوبجلين، الذي كان ذات يوم روح منزلية ودية، أصبح يُصنف على أنه عفريت شرير. كان التعامل مع الجنيات يعتبر من أشكال السحر ويعاقب على هذا النحو. في وليام شكسبير ليلة منتصف الصيف حلم، أوبيرون، ملك الجن، الدول التي لا هو ولا محكمته يخشى أجراس الكنائس، التي المؤلف الشهير والمسيحي المدافع CS لويس يلقي باعتباره تبرؤ السياسي من الجن. في عصر الاضطرابات الفكرية والدينية، قامت بعض الميثولوجيا الفيكتورية بإعادة تقييم الآلهة بشكل عام باعتبارها استعارات لأحداث طبيعية،  والتي دحضها لاحقًا مؤلفون آخرون (انظر: انتصار القمر، بقلم رونالد هوتون). ساهمت بيئة الفكر المثيرة للجدل هذه في المعنى الحديث لـ «الجنيات».

### أرواح الموتى
يعتقد أحد المعتقدات أن الجنيات كانت أرواح الموتى. هذا مستمد من العديد من العوامل المشتركة في مختلف الفولكلور والأساطير: حكايات متشابهة أو متشابهة لكل من الأشباح والجنيات؛ في سيديه الايرلندي، أصل مصطلح الجنيات، كانت تلال دفن قديمة؛ تعتبر خطيرة لتناول الطعام في أرض الجنيات وهاديس؛ الموتى والجنيات يصورون على أنهم يعيشون تحت الأرض. لاحظت ديان بيركيس وجود مساواة بين الجنيات والموت المبكر الذين تركوا «حياة غير منتهية». روى أحد الحكايات رجلاً قبضت عليه الجنيات، ووجد أنه كلما نظر بثبات إلى جنية، بدا وكأنه جار ميت. كانت هذه النظرية من بين التقاليد الأكثر شيوعًا ذات الصلة، على الرغم من أن العديد من المخبرين أعربوا أيضًا عن شكوكهم.

### الناس المختبئين

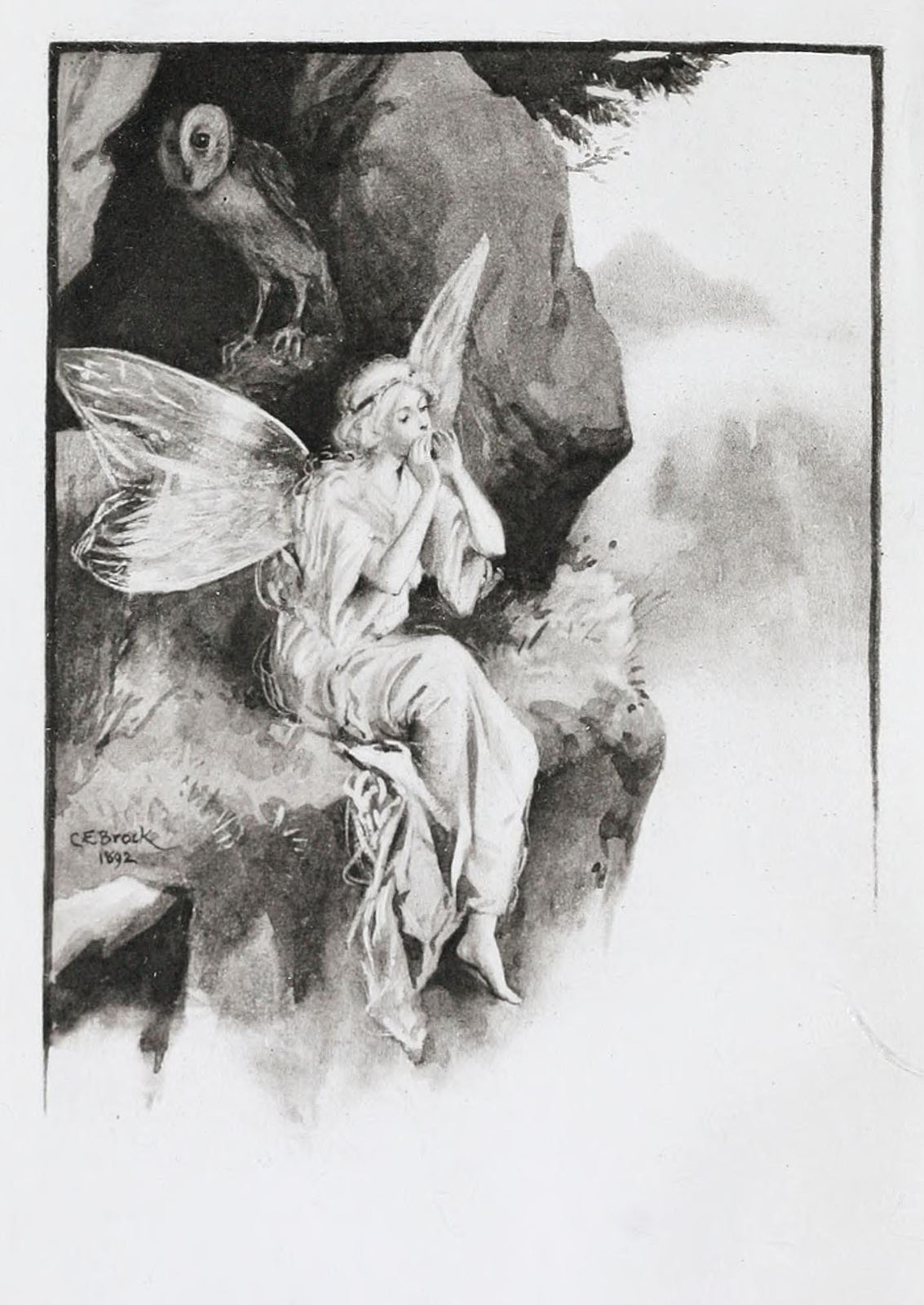
رسم توضيحي لجنية بواسطة سي بروك.

هناك نظرية قديمة مفادها أن الفولكلور الخيالي تطور من الذكريات الشعبية لسباق ما قبل التاريخ: فقد حل القادمون الجدد محل جسد سابق من البشر أو البشر، وتطورت ذكريات هذا العرق المهزوم إلى مفاهيم حديثة عن الجنيات. يجد المؤيدون دعمًا في تقليد الحديد البارد باعتباره سحرًا ضد الجنيات، يُنظر إليه على أنه ذكرى ثقافية للغزاة بأسلحة حديدية تشرد الشعوب التي كانت تحت تصرفهم فقط الحجر والعظام والخشب، وهزموا بسهولة. اكتشف علماء الآثار في القرن التاسع عشر غرفًا تحت الأرض في جزر أوركني تشبه إلفلاند الموصوفة في تشايلد رولاند،  والتي قدمت دعمًا إضافيًا. في الفولكلور، نُسبت رؤوس سهام الصوان من العصر الحجري إلى الجنيات باسم «إلفشوت»،  بينما تحدثت ملابسهم الخضراء ومنازلهم تحت الأرض عن الحاجة إلى التمويه والمأوى الخفي من البشر المعادين، وكان سحرهم مهارة ضرورية لمحاربة هؤلاء. بأسلحة متفوقة. في العقيدة الفيكتورية للتطور، كان أكل لحوم البشر الأسطوري بين الغيلان يُنسب إلى ذكريات أعراق أكثر وحشية، تمارس جنبًا إلى جنب مع أجناس «متفوقة» ذات حساسيات أكثر دقة.

### العناصر
نظرية أن الجنيات، وآخرون، كانت أنواعًا ذكية، متميزة عن البشر والملائكة. صنف الخيميائي، باراسيلسوس، التماثيل والنماذج على أنها عناصر أولية، أي الكيانات السحرية التي تجسد قوة معينة من الطبيعة، وتمارس سلطات على هذه القوى. وصفت روايات الفولكلور الجنيات بأنها «أرواح من الهواء».

## صفات
يتضمن الكثير من الفولكلور للجنيات طرقًا لحماية النفس من حقدها، من خلال وسائل مثل الحديد البارد، أو السحر (انظر التميمة، التعويذة) لأشجار روان أو الأعشاب المختلفة، أو ببساطة تجنب المواقع «المعروفة» بأنها ملكهم، وبالتالي تجنب الإساءة إلى أي جنيات. تتضمن المزح الأقل ضررًا المنسوبة إلى الجنيات: تشابك شعر النائمين في أقفال خرافية (تُعرف أيضًا باسم أقفال قزم)، وسرقة أشياء صغيرة، وضلال المسافر. كما نُسبت سلوكيات أكثر خطورة إلى الجنيات؛ قد يكون أي شكل من أشكال الموت المفاجئ ناتجًا عن اختطاف خرافية، والجثة الواضحة هي نسخة سحرية من الخشب. كان الاستهلاك (السل) يُلقى باللوم في بعض الأحيان على الجنيات التي أجبرت الشباب والشابات على الرقص في الحفلات كل ليلة، مما جعلهم يضيعون بعيدًا عن قلة الراحة. اعتبرت أشجار روان مقدسة بالنسبة للجنيات،  وشجرة ساحرة لحماية منزل المرء.

## التصنيفات
في الفولكلور الاسكتلندي، تنقسم الجنيات إلى سيلي كورت (أكثر ميلًا للخير، لكنها لا تزال خطرة)، وأنسيلي كورت (أكثر خبثًا). بينما استمتعت الجنيات في محكمة سيلي بلعب مقالب غير ضارة بشكل عام على البشر، غالبًا ما تسبب جنيات أنسيلي كورت في إلحاق الأذى بالبشر بغرض الترفيه. كلاهما يمكن أن يكون خطيرًا على البشر إذا أساءوا.
تشير جنيات القوات إلى أولئك الذين يظهرون في مجموعات وقد يشكلون مستوطنات، على عكس الجنيات الانفرادية، الذين لا يعيشون أو يرتبطون بالآخرين من نوعهم. في هذا السياق، عادة ما يتم استخدام مصطلح الجنية بمعنى أوسع، بما في ذلك الكائنات المماثلة المختلفة، مثل الأقزام والجان من الفولكلور الجرماني.

## التغيير
يدور قدر كبير من المعرفة حول الجنيات حول التغيير، الجنيات التي تُركت في مكان البشر المسروقين. على وجه الخصوص، يصف الفولكلور كيفية منع الجنيات من سرقة الأطفال واستبدال التغييرات، واختطاف كبار السن أيضًا. يعد موضوع الطفل المتبادل شائعًا في أدبيات العصور الوسطى ويعكس القلق بشأن الأطفال الذين يُعتقد أنهم مصابون بأمراض أو اضطرابات أو إعاقات في النمو غير مبررة. في أوروبا ما قبل الصناعية، كان عيش الأسرة الفلاحية يعتمد في كثير من الأحيان على العمل المنتج لكل فرد من أفرادها، ويمكن أن يشكل الشخص الذي كان يستنزف دائمًا موارد الأسرة الشحيحة تهديدًا لبقاء الأسرة بأكملها.

## سحر الحماية
من حيث السحر الوقائي، فإن ارتداء الملابس من الداخل إلى الخارج،  أجراس الكنائس ونبتة سانت جون والبرسيم ذو الأربع أوراق فعالة. في فولكلور نيوفاوندلاند، أكثر أنواع الحماية الخيالية شيوعًا هو الخبز، ويتنوع من الخبز القديم إلى الخبز الصلب أو شريحة من الخبز الطازج محلي الصنع. يرتبط الخبز بالمنزل والموقد، وكذلك بالصناعة وترويض الطبيعة، وعلى هذا النحو، يبدو أن بعض أنواع الجنيات لا تحبها. من ناحية أخرى، في كثير من الفولكلور السلتي، تعتبر المخبوزات بمثابة عرض تقليدي للقوم، مثل الكريمة والزبدة. «النموذج الأولي للطعام، وبالتالي رمزًا للحياة، كان الخبز أحد أكثر وسائل الحماية شيوعًا ضد الجنيات. قبل الخروج إلى مكان تسكنه الجنيات، كان من المعتاد وضع قطعة من الخبز الجاف في الجيب». في مقاطعة ويكسفورد، أيرلندا، في عام 1882، تم الإبلاغ عن أنه «إذا تم حمل الرضيع بعد حلول الظلام، يتم لف قطعة خبز في مريلة أو لباسه، وهذا يحميه من أي سحر أو شر».
تلعب الأجراس أيضًا دورًا غامضًا ؛ بينما يحمون من الجنيات، الجنيات تمتطي صهوة الجياد - مثل الملكة الجنية - غالبًا ما تحتوي على أجراس على أحزمة الأمان. قد تكون هذه سمة مميزة بين تصنيفات الجنيات وسحر الحماية، بحيث تستخدمها الجنيات لحماية نفسها من الأفراد الأكثر شراً من جنسهم. تدور قطعة أخرى غامضة من الفولكلور حول الدواجن: غراب الديك طرد الجنيات، لكن حكايات أخرى تروي الجنيات التي تربي الدواجن.
في حين أن العديد من الجنيات ستربك المسافرين على الطريق، يمكن تجنب إرادة الويسب من خلال عدم اتباعها. يجب تجنب بعض المواقع المعروفة بأنها ملاذات للجنيات ؛ أفاد سي. إس. لويس أنه سمع عن كوخ يخشى عليه الجنيات المبلغ عنه أكثر من شبحه المبلغ عنه. على وجه الخصوص، كان الحفر في التلال الخيالية أمرًا غير حكيم. من الحكمة أيضًا تجنب المسارات التي تقطعها الجنيات. قام أصحاب المنازل بقرع زوايا المنازل لأن الزاوية سدت الطريق الخيالي،  وتم بناء الأكواخ مع الأبواب الأمامية والخلفية في طابور، بحيث يمكن لأصحابها، عند الحاجة، تركها مفتوحة والسماح للجنيات طوال الليل. تم ترك مواقع مثل الحصون الخيالية دون إزعاج ؛ حتى فرشاة القطع على الحصون الخيالية اشتهرت بأنها موت أولئك الذين قاموا بهذا الفعل. الأشجار الخيالية، مثل الأشجار الشوكية، كانت من الخطر تقطيعها ؛ تُركت إحدى هذه الأشجار بمفردها في اسكتلندا، على الرغم من أنها حالت دون توسيع الطريق لمدة سبعين عامًا.

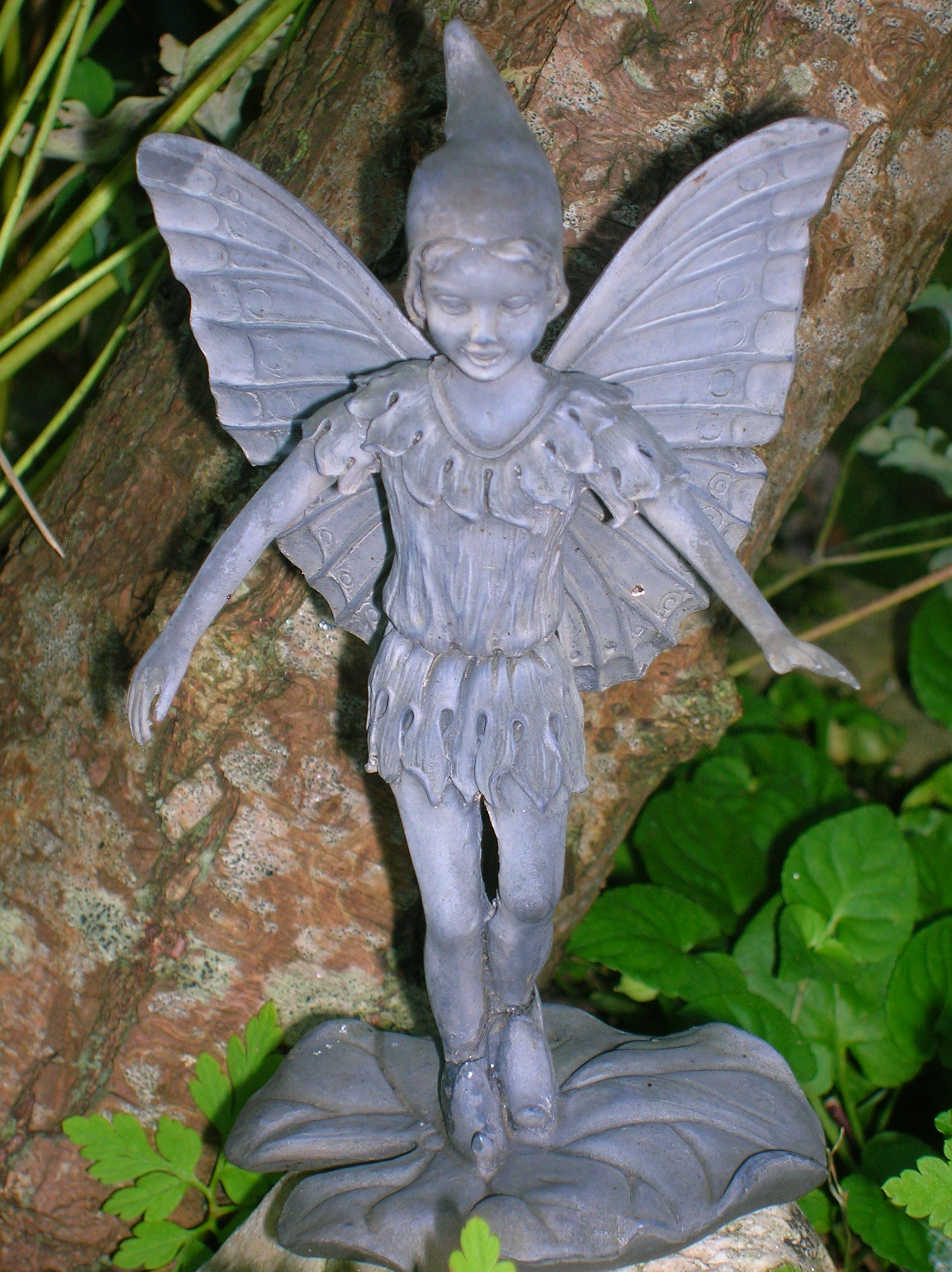
تمثال من الراتنج لجنية

يعتقد أن إجراءات أخرى تسيء إلى الجنيات. كان من المعروف أن البراونيز قد تم طردها من خلال إعطائها الملابس، على الرغم من أن بعض الحكايات الشعبية ذكرت أنها شعرت بالإهانة من رداءة نوعية الملابس المقدمة، والبعض الآخر ذكرها فقط، حتى أن البعض روى أن الكعكة كانت مسرورة بالهدية وتركت معها. غادرت كعكات أخرى منازل أو مزارع لأنهم سمعوا شكوى أو مجاملة. تم نصح الأشخاص الذين شاهدوا الجنيات بعدم النظر عن كثب، لأنهم استاءوا من التعدي على خصوصيتهم. قد تؤدي الحاجة إلى عدم الإساءة إليهم إلى مشاكل: فقد وجد أحد المزارعين أن الجنيات كانت تدرس ذره، لكن الدرس استمر بعد أن ذهب كل ما لديه من الذرة، وخلص إلى أنهم كانوا يسرقون من جيرانه، تاركًا له الخيار بين الإساءة إليهم، خطيرة في حد ذاتها، والربح بالسرقة.
كان يعتقد الاسكتلنديون أن المطاحن «غير حاذقين»، بسبب قدرتهم على التحكم في قوى الطبيعة، مثل النار في الفرن، والماء في الاحتراق، وقدرتهم على إحداث طنين في الآلات. اعتقدت المجتمعات الخرافية أحيانًا أن الطاحونة يجب أن تكون متحالفة مع الجنيات. في اسكتلندا، كانت الجنيات غالبًا ما تكون مؤذية ويخشى منها. لم يجرؤ أحد على وضع قدمه في الطاحونة أو الفرن ليلاً، حيث كان معروفاً أن الجنيات أحضرت الذرة لطحنها بعد حلول الظلام. وطالما اعتقد السكان المحليون ذلك، كان بإمكان الطحان أن ينام بأمان وهو يعلم أن متاجره لم تتعرض للسرقة. ادعى جون فريزر، طاحونة وايت هيل، أنه اختبأ وشاهد الجنيات وهم يحاولون دون جدوى تشغيل المصنع. قال إنه قرر الخروج من الاختباء ومساعدتهم، فأعطته إحدى الجنيات على أساسها حفنة مزدوجة من الوجبة وطلبت منه وضعها في متجره الفارغ (متجر)، قائلة إن المتجر سيبقى ممتلئًا لفترة طويلة، بغض النظر عن مقدار ما أخذه.
من المعتقد أيضًا أنه لمعرفة اسم جنية معينة، يمكن لأي شخص استدعائها وإجبارها على تقديم العطاءات الخاصة بهم. يمكن استخدام الاسم كإهانة للجنية المعنية، ولكن يمكن أيضًا استخدامه بشكل متناقض لمنح الصلاحيات والهدايا للمستخدم.
قبل ظهور الطب الحديث، كانت العديد من الحالات الفسيولوجية غير قابلة للعلاج وعندما يولد الأطفال بتشوهات، كان من الشائع إلقاء اللوم على الجنيات.

## أساطير
في بعض الأحيان توصف الجنيات بأنها تتخذ شكل حيوان. في اسكتلندا، كان من الغريب للمرأة الخيالية أن تتخذ شكل الغزلان ؛ بينما أصبحت السحرة فئرانًا أو أرانبًا أو قططًا أو نوارسًا أو خرافًا سوداء. في «أسطورة نوكشيغونا»، من أجل تخويف المزارع الذي رعى قطيعه على أرض خرافية، أخذت ملكة الجنيات مظهر حصان عظيم، بأجنحة نسر، وذيل مثل التنين، يصفر بصوت عال وبصق النار. ثم تتحول إلى رجل صغير أعرج الساق، برأس ثور، ولهب خافت تدور حوله.
في أغنية الأطفال التي تعود إلى القرن التاسع عشر «السيدة إيزابيل وفارس العفاريت»، كان فارس العفريت شخصية بلوبيرد، ويجب على إيزابيل أن تخدعه وتقتله للحفاظ على حياتها. تكشف أغنية الأطفال «تام لين» أن شخصية العنوان، على الرغم من أنها تعيش بين الجنيات ولديها قوى خرافية، كانت في الواقع «فارسًا أرضيًا» وعلى الرغم من أن حياته كانت ممتعة الآن، إلا أنه كان يخشى أن تدفع له الجنيات مثل عشورهم (العشور) إلى الجحيم.
يروي فيلم «سير أورفيو» كيف تم اختطاف زوجة السير أورفيو من قبل ملك الجن وفقط عن طريق الخداع وقدرة ممتازة على العزف على العزف تمكن من استعادتها. يروي «سيدي ديجير» قصة امرأة تغلب عليها عشيقها الخيالي، والذي تم الكشف عنه في النسخ اللاحقة من القصة على أنه بشري. يُظهر «توماس الناظم» أن توماس يهرب بصعوبة أقل، لكنه يقضي سبع سنوات في إلفلاند. لا يتأذى أويسين بسبب إقامته في الجن ولكن بعودته ؛ عندما كان يترجل، تلحق به القرون الثلاثة التي انقضت، مما جعله رجلاً عجوزًا. الملك هيرلا، الذي كان في الأصل زيًا لـ وودين ولكن تم تنصيره لاحقًا كملك في حكاية خريطة والتر، قيل، بواسطة خريطة، أنه زار قصر قزم تحت الأرض وعاد بعد ثلاثة قرون ؛ على الرغم من أن بعض رجاله فقط سقطوا في الغبار عند النزول، إلا أن هيرلا ورجاله الذين لم ينزلوا كانوا محاصرين على ظهور الخيل، وكان هذا أحد الروايات عن أصل الصيد البري للفولكلور الأوروبي.
السمة المشتركة للجنيات هي استخدام السحر لإخفاء مظهرها. الجنية الذهب لا يمكن الاعتماد عليها بشكل ملاحظ، يبدو وكأنه الذهب عند دفعها ولكن بعد ذلك بوقت قصير يكشف عن نفسه ليكون الأوراق، رتم نبات أزهار، الزنجبيل الكعك، أو مجموعة متنوعة من الأشياء عديمة القيمة نسبيا الأخرى.
هذه الأوهام متضمنة أيضًا في حكايات المراهم الخيالية . تحكي العديد من الحكايات من شمال أوروبا  عن امرأة مميتة تم استدعاؤها لحضور ولادة خرافية - في بعض الأحيان تحضر طفلة مميتة ومخطوفة. دائمًا، تُعطى المرأة شيئًا لعيني الطفل، عادةً مرهم ؛ من خلال سوء الحظ، أو الفضول في بعض الأحيان، تستخدمه على إحدى عينيها أو كليهما. في تلك المرحلة، ترى مكانها ؛ تدرك إحدى القابلة أنها لم تكن تحضر سيدة عظيمة في منزل جيد ولكن خادمتها الهاربة في كهف بائس. تهرب دون الكشف عن قدرتها ولكن عاجلاً أم آجلاً تخون أنها تستطيع رؤية الجنيات. تكون دائمًا مصابة بالعمى في تلك العين أو في كليهما إذا استخدمت المرهم على كليهما.
كانت هناك ادعاءات من قبل أشخاص في الماضي، مثل ويليام بليك، بأنهم شاهدوا جنازات خيالية. يسجل ألان كننغهام في كتابه حياة الرسامين البريطانيين البارزين أن ويليام بليك ادعى أنه رأى جنازة خرافية. «هل رأيت يومًا جنازة جنية يا سيدتي؟» قال بليك لسيدة كانت تجلس بجانبه. «أبدا يا سيدي!» قالت السيدة. قال بليك: «لقد فعلت، لكن ليس قبل الليلة الماضية». ومضى ليخبر كيف رأى، في حديقته، `` موكبًا من المخلوقات بحجم ولون الجراد الأخضر والرمادي، تحمل جسدًا على ورقة وردية، دفنوها مع الأغاني، ثم اختفى. يُعتقد أنهم نذير موت.

### تواتا دي دانان
إن توتا دي دانان هو جنس من الأشخاص الموهوبين بشكل خارق للطبيعة في الأساطير الأيرلندية. يُعتقد أنهم يمثلون الآلهة الرئيسية لأيرلندا قبل المسيحية. تشير العديد من الحكايات الأيرلندية الحديثة عن توتا دي دانان إلى هذه الكائنات على أنها جنيات، على الرغم من أنها كانت تعتبر في العصور القديمة آلهة وآلهة. تم الحديث عن توتا دي دانان على أنها أتت من جزر في شمال العالم أو، في مصادر أخرى، من السماء. بعد هزيمتهم في سلسلة من المعارك مع كائنات أخرى من العالم الآخر، ومن ثم على يد أسلاف الشعب الأيرلندي الحالي، قيل إنهم انسحبوا إلى سيديه (أكوام الجنيات)، حيث عاشوا في الخيال الشعبي كـ «جنيات».
ترتبط بالعديد من عوالم العالم الآخر بما في ذلك ماج ميل (السهل اللطيف)، امين ابلاش (مكان التفاح))، وتيرنانوج (أرض الشباب).

#### أوسشي
أوسشي هو المصطلح الأيرلندي لسباق خارق للطبيعة باللغة الأيرلندية، يشبه الجنيات أو الجان. يقال إنهم أسلاف، أرواح الطبيعة، أو آلهة وآلهة. هناك موضوع مشترك موجود بين الدول السلتية يصف عرقًا من الأشخاص الذين طردهم غزو البشر. في تقاليد الجنيات السلتية القديمة، فإن أوسشي (شعب تلال الجنيات) هم خالدون يعيشون في عربات اليد القديمة والكيرنز. الايرلندية الشؤم (الأيرلندية الغيلية يوصف القول شي والتي تعني «امرأة من التل خرافية») أحيانا كشبح.

## السلم الإسكتلندي
كتب القس روبرت كيرك، وزير أبرشية أبرفويل، ستيرلنغ، اسكتلندا، في عام 1691 الكومنولث السري للإلفز وفاونز والجنيات:
هؤلاء السيث أو الجنيات يسمونهم الزلاجة مع الناس الطيبين ... يقال إنهم ذوو طبيعة وسطى بين الإنسان والملاك، كما كان يعتقد أن الشياطين من كبار السن ؛ من الأرواح السائلة الذكية، والأجسام الخفيفة المتغيرة (الليك تلك المسماة بالنجوم) إلى حد ما من طبيعة السحابة المكثفة، وأفضل رؤية في الشفق. تكون هذه الأجساد مرنة جدًا من خلال خفة الأرواح التي تثيرها، بحيث يمكن أن تجعلها تظهر أو تختفي عند اللذة 

## في الأدب

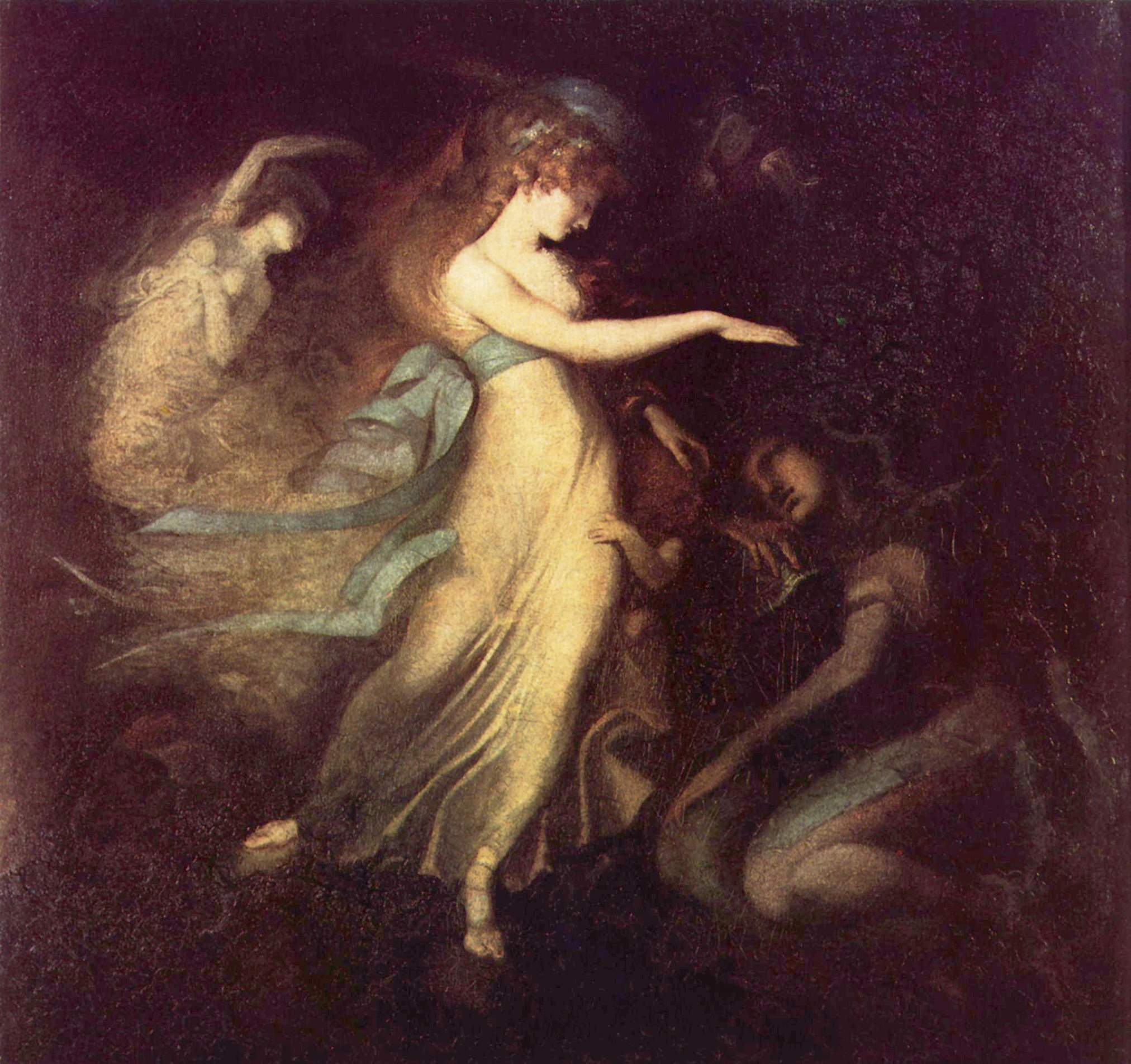
الأمير آرثر والملكة الجن بقلم يوهان هاينريش فوسلي (حوالي 1788)؛ مشهد من ملكة الجن.

تم استخدام كلمة «الجنية» لوصف فرد من سكان الجن قبل زمن تشوسر.
ظهرت الجنيات في روايات العصور الوسطى كواحدة من الكائنات التي قد يواجهها الفارس الضال. ظهرت سيدة خرافية للسير لونفال وطالبت بحبه ؛ مثل العروس الخيالية للفولكلور العادي، فرضت عليه حظرًا في الوقت الذي انتهكه. تم نقل زوجة السير أورفيو من قبل ملك الجن. يتم مساعدة هون من بوردو من قبل ملك أوبيرون. تضاءل عدد هذه الشخصيات الخيالية مع تقدم عصر القرون الوسطى ؛ أصبحت الشخصيات سحرة وسحرة.
تم وصف أقدم الجنيات المسجلة في إنجلترا لأول مرة من قبل المؤرخ جيرفاس من تيلبيري في القرن الثالث عشر.
في كتاب موت آرثر لعام 1485، مورغان لو فاي، الذي يشير اسمها إلى ارتباطها بعالم الجن، هي امرأة تنبع قوتها السحرية من الدراسة. في حين أن الجنيات تتضاءل إلى حد ما مع مرور الوقت، لم تختف الجنيات تمامًا من التقاليد. السير جاوين والفارس الأخضر حكاية من القرن الرابع عشر، لكن الفارس الأخضر نفسه هو كائن من عالم آخر. أظهر إدموند سبنسر الجنيات في كتابه ملكة الجن لعام 1590. في العديد من الأعمال الخيالية، تختلط الجنيات بحرية مع الحوريات والساتير من التقليد الكلاسيكي،  بينما في أعمال أخرى (مثل لمياء)، كان يُنظر إليها على أنها تحل محل الكائنات الكلاسيكية. كتب الشاعر والراهب في القرن الخامس عشر جون ليدجيت أن الملك آرثر توج في «أرض الجنية» وأخذ بوفاته من قبل أربع ملكات خرافية، إلى أفالون، حيث يرقد تحت «تلة خرافية» حتى يتم الاحتياج إليه مرة أخرى.

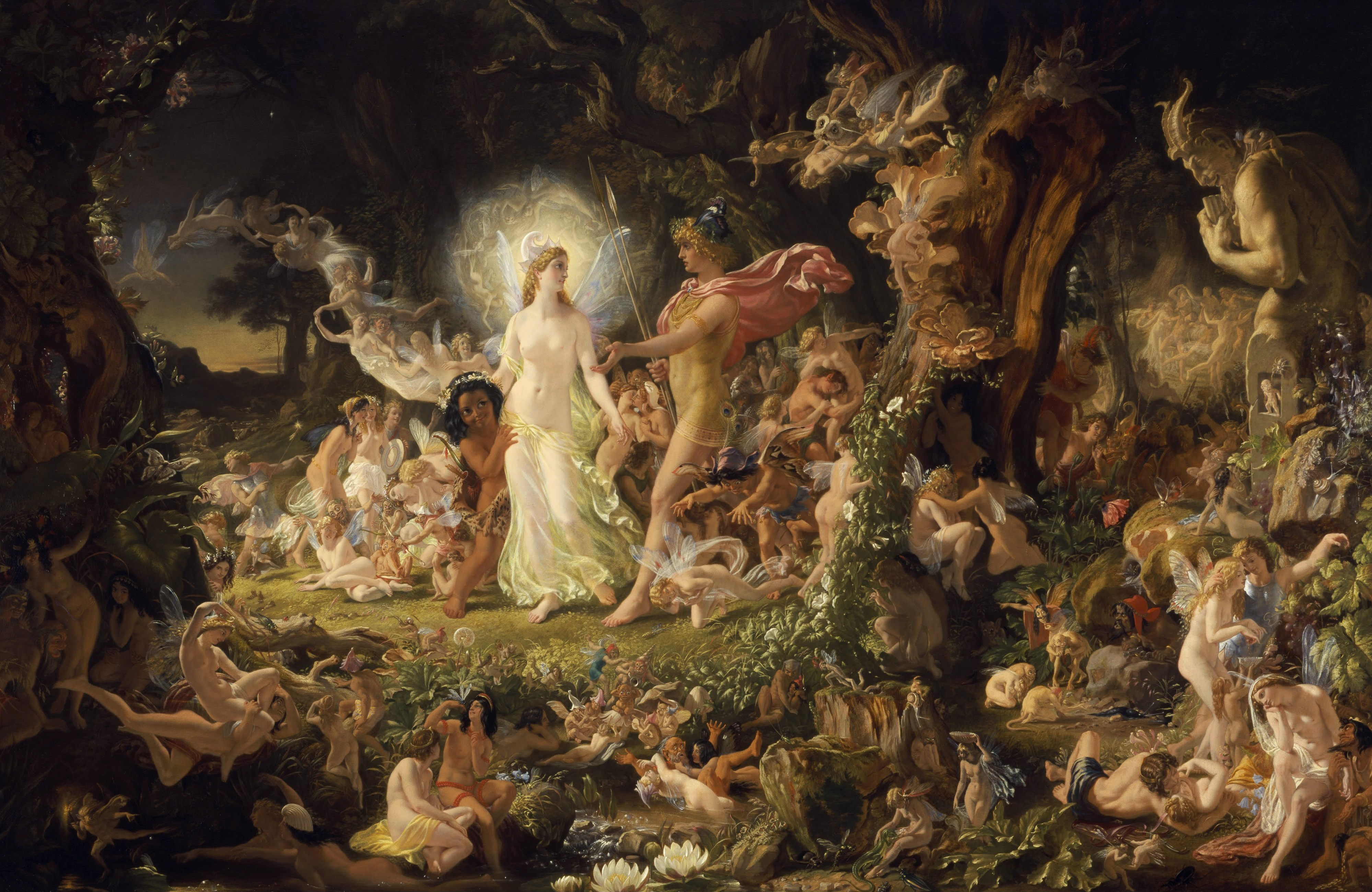
شجار أوبيرون وتيتانيا لجوزيف نويل باتون (1849): الجنيات في شكسبير

تظهر الجنيات كشخصيات مهمة في رواية ويليام شكسبير حلم ليلة منتصف الصيف، والتي تدور أحداثها في وقت واحد في الغابة وفي عالم فيريلاند، تحت ضوء القمر  وفيها اضطراب في الطبيعة بسبب نزاع خرافي يخلق التوتر الكامن وراء الحبكة ويبلغ تصرفات الشخصيات. وفقًا لموريس هانت، رئيس قسم اللغة الإنجليزية في جامعة بايلور، فإن عدم وضوح هويات الخيال والواقع يجعل من الممكن «هذا الحلم المخدر المبهج المرتبط بجنيات المسرحية».
يعرض مايكل درايتون المعاصر لشكسبير الجنيات في نيمفيديا، ومن هذه السيلفس ألكساندر بوب من قصيدة 1712 اغتصاب القفل . في منتصف القرن السابع عشر، تبنى مقدمو ‏ الأسلوب الأدبي الفرنسي التقليد الشفهي لمثل هذه الحكايات لكتابة القصص الخيالية، وابتكرت مدام دي أولنوي مصطلح حكايات خرافية («حكاية خرافية»). في حين تضمنت الحكايات التي رواها المحاضرون العديد من الجنيات، إلا أنها كانت أقل شيوعًا في حكايات البلدان الأخرى ؛ في الواقع، قام الأخوان جريم بتضمين الجنيات في نسختهم الأولى، لكنهم قرروا أن هذا لم يكن ألمانيًا أصليًا وغيروا اللغة في الإصدارات اللاحقة، وقاموا بتغيير كل رسوم («جنية») إلى ساحرة أو امرأة حكيمة. وصف جون رونالد تولكين هذه الحكايات بأنها تحدث في أرض الجن. بالإضافة إلى ذلك، لا يتم تصنيف جميع الحكايات الشعبية التي تحتوي على الجنيات عمومًا على أنها حكايات خرافية.
تم تشكيل التصوير الحديث للجنيات في أدب الرومانسية خلال العصر الفيكتوري. استلهم الكتاب مثل والتر سكوت وجيمس هوغ من الفولكلور الذي ظهر فيه الجنيات، مثل القصص الشعبية. شهد هذا العصر زيادة في شعبية جمع الفولكلور الخيالي وزيادة في إنشاء الأعمال الأصلية بشخصيات خرافية. في روديارد كيبلينغ 1906 كتاب الصورة من القصص القصيرة والقصائد و الصولجان، حيث الصولجان يحمل إلى الازدراء الجنيات المواعظ الأعمال فيكتوريا أخرى. وشهدت هذه الفترة أيضا إحياء الموضوعات القديمة في الأدب الخيالي وهو ما يسمى أدب الفانتازيا، مثل كتب لويس نارنيا، والتي في حين يضم العديد من تلك الكائنات الكلاسيكية كما فونز ودريادس، يخلط لهم بحرية مع العفاريت، عمالقة، وغيرها من المخلوقات من التقاليد الخيالية الشعبي. اشتهرت جنيات الزهور الفيكتورية جزئيًا باهتمام الملكة ماري الشديد بفن الجنيات وسلسلة من ثمانية كتب للرسامة والشاعرة البريطانية سيسيلي ماري باركر نُشرت في الفترة من 1923 إلى 1948. أصبحت صور الجنيات في الأدب أجمل وأصغر مع مرور الوقت. أندرو لانغ، متذمراً من «جنيات بوليانثوس وغردينيا وأزهار التفاح» في مقدمة كتاب ليلك الجنية (1910)، لاحظ أن «هذه الجنيات تحاول أن تكون مضحكة، وتفشل ؛ أو تحاول الوعظ، وتنجح.» 
ظهرت قصة أصل الجنيات في فصل عن بيتر بان في رواية جي إم باري عام 1902 الطائر الأبيض الصغير، وتم دمجها في أعماله اللاحقة عن الشخصية. كتب باري، «عندما ضحك الطفل الأول لأول مرة، تحطمت ضحكته إلى مليون قطعة، وذهبوا جميعًا. كانت تلك بداية الجنيات». شوهدت الجنيات في نيفرلاند، في بيتر وويندي، النسخة الجديدة لعام 1911 من قصص بيتر بان الشهيرة لجيه إم باري، وشخصيتها تينكر بيل أصبحت أيقونة ثقافة البوب. عندما كان بيتر بان يحرس ويندي من القراصنة، تقول القصة، «بعد فترة نام، واضطرت بعض الجنيات غير المستقرة لتسلقه في طريقهم إلى المنزل من العربدة. أي من الأولاد الآخرين الذين كانوا يعرقلون طريق الجنيات ليلاً كانوا سيؤذونهم، لكنهم قاموا فقط بتعديل أنف بطرس وماتوا.» 

## في الفن المرئي
ظهرت صور الجنيات كرسوم إيضاحية، غالبًا في كتب القصص الخيالية، وكذلك في وسائط التصوير والنحت. بعض الفنانين المعروفين بتصويرهم للجنيات هم سيسلي ماري باركر، إيمي براون، ديفيد ديلامار، ميريديث ديلمان، غوستاف دوريه، بريان فرود، وارويك جوبل، ياسمين بيكيت جريفيث، ريبيكا غواي، فلورنس هاريسون، كايلي إن جولد، جريتا جيمس، آلان لي، إيدا رنتول أوتوايت، ميريا بيتيت، آرثر راكهام، سوزا سكالورا، ونيني توماس.
أبواب الجنية في آن أربور، وهي أبواب صغيرة يتم تركيبها في المباني المحلية. يعتقد الأطفال المحليون أن هذه هي الأبواب الأمامية للمنازل الخيالية، وفي بعض الحالات، يمكن رؤية الأثاث الصغير والأطباق وأشياء أخرى مختلفة خارج الأبواب.
كان العصر الفيكتوري ملحوظًا بشكل خاص في اللوحات الخيالية. ابتكر الرسام الفيكتوري ريتشارد داد لوحات من الجنيات بنبرة شريرة وخبيثة. ومن بين الفنانين الفيكتوريين الآخرين الذين صوروا الجنيات جون أنستر فيتزجيرالد وجون أتكينسون جريمشو ودانييل ماكليز وجوزيف نويل باتون. مصلحة في الفن خرافية تحت عنوان تتمتع نهضة وجيزة في أعقاب نشر كوتنجلي جنية الصور في عام 1917، وتحول عدد من الفنانين لرسم الموضوعات الخيالية.[بحاجة لمصدر]

### اقتباسات
1. ↑  منير البعلبكي؛ رمزي البعلبكي (2008). المورد الحديث: قاموس إنكليزي عربي (بالعربية والإنجليزية) (ط. 1). بيروت: دار العلم للملايين. ص. 425. ISBN:978-9953-63-541-5. OCLC:405515532. OL:50197876M. QID:Q112315598.
2. ↑  حسن سعيد الكرمي (1999)، المغني الأكبر: معجم اللغة الإنكليزية الكلاسيكية والمعاصرة والحديثة إنكليزي عربي موضح بالرسوم واللوحات الملونة (بالعربية والإنجليزية) (ط. 2)، بيروت: مكتبة لبنان ناشرون، ص. 420، OCLC:1039055899، QID:Q117808099
3. ↑  "معلومات عن جنية على موقع enciclopedia-aragonesa.com". enciclopedia-aragonesa.com. مؤرشف من الأصل في 2019-10-21.
4. ↑  "معلومات عن جنية على موقع goodreads.com". goodreads.com. مؤرشف من الأصل في 2021-05-10.
5. ↑  "معلومات عن جنية على موقع britannica.com". britannica.com. مؤرشف من الأصل في 2021-04-25.
6. 1 2  Kready، Laura (1916). A Study of Fairy Tales. Boston: Houghton Mifflin Company. مؤرشف من الأصل في 2021-01-27.
7. ↑  "fey". Online Etymology Dictionary. مؤرشف من الأصل في 2017-06-29.
8. ↑  Briggs، Katharine Mary (1976). "Euphemistic names for fairies". An Encyclopedia of Fairies. New York: Pantheon Books. ص. 127. ISBN:0-394-73467-X. مؤرشف من الأصل في 2021-02-25.
9. ↑  Briggs (1976) – The Fairies in English Tradition and Literature p. xi.
10. 1 2  Silver, Carole B. (1999) Strange and Secret Peoples: Fairies and Victorian Consciousness. Oxford University Press. p. 47 (ردمك 0-19-512199-6).
11. ↑  Briggs (1976) p. 98.
12. ↑  Yeats (1988) p. 2.
13. ↑  William Godwin (1876). "Lives of the Necromancers". ص. 20. مؤرشف من الأصل في 2021-02-25.
14. ↑  "Orkneyjar – Descriptions of the Fairy Folk". مؤرشف من الأصل في 2020-02-24.
15. ↑  Briggs (1976) p. 148.
16. ↑  Briggs (1976), The Fairies in English Tradition and Literature, p. 249.
17. ↑  Lewis، C. S. (1994). The Discarded Image: An Introduction to Medieval and Renaissance Literature. Cambridge University Press. ص. 122. ISBN:0-521-47735-2.
18. ↑  Yeats، W. B. (1988). "Fairy and Folk Tales of the Irish Peasantry". A Treasury of Irish Myth, Legend, and Folklore. Gramercy. ص. 1. ISBN:0-517-48904-X.
19. ↑  Lewis (1994) pp. 135–6.
20. ↑  Briggs (1976) p. 319.
21. ↑  Yeats (1988) pp. 9–10.
22. ↑  Briggs (1967) p. 9.
23. ↑  King James (1597). Daemonologie.
24. 1 2  Evans-Wentz، W. Y. (1990) [1966]. The Fairy-Faith in Celtic Countries. New York: Citadel. ص. 167, 243, 457. ISBN:0-8065-1160-5.
25. ↑  Hodson، Geoffrey (أغسطس 2003). Kingdom of the Gods. ISBN:0-7661-8134-0.
26. ↑  "Hodson's Pictures". 20 أغسطس 2004. مؤرشف من الأصل في 2004-08-20.
27. ↑  Doyle، Arthur Conan (1922). The Coming of the Fairies. London: Hodder & Stoughton. مؤرشف من الأصل في 2020-11-23.
28. ↑  "Trees in Mythology". Mythencyclopedia.com. 19 فبراير 2007. مؤرشف من الأصل في 2021-01-26. اطلع عليه بتاريخ 2014-05-11.
29. ↑  Lewis (1994) p. 137.
30. ↑  Briggs (1976) "Origins of fairies" p. 320.
31. ↑  Briggs (1976) p. 223.
32. ↑  Briggs (1976) "Traffic with fairies" and "Trooping fairies" pp. 409–12.
33. ↑  Lewis (1994) p. 138.
34. ↑  Silver (1999) p. 44.
35. ↑  Lewis (1994) p. 136.
36. ↑  Silver (1999) pp. 40–1.
37. ↑  "'The king o fairy with his rout': Fairy Magic in the Literature of Late Medieval Britain–By Hannah Priest". 8 سبتمبر 2011. مؤرشف من الأصل في 2021-02-26.
38. ↑  Briggs (1967) p. 15.
39. ↑  Briggs (1967) p. 141.
40. ↑  Yolen, Jane (2000) Touch Magic. p. 49 (ردمك 0-87483-591-7).
41. 1 2  Froud, Brian and Lee, Alan (1978) Faeries. New York, Peacock Press (ردمك 0-553-01159-6).
42. ↑  Silver (1999) p. 45.
43. ↑  Lewis (1994) p. 134.
44. ↑  Silver (1999) p. 38.
45. ↑  Briggs (1967) p. 146.
46. ↑  Briggs1 (1976) pp. 335,36.
47. ↑  Briggs1 (1976) p. 25.
48. ↑  Briggs1 (1976) p. 80.
49. ↑  "The King of Ireland's Son: The House of Crom Duv: The Story of the Fairy Rowan Tree". www.sacred-texts.com. مؤرشف من الأصل في 2020-10-03.
50. ↑  Trees for Life: Mythology and Folklore of the Rowan نسخة محفوظة 2003-12-04 على موقع واي باك مشين.
51. ↑  Briggs (1976) "Traffic with fairies" and "Trooping fairies" pp. 409-12.
52. ↑  Briggs (1976) p. 25.
53. ↑  Ashliman، D.L. "Changelings". جامعة بيتسبرغ. مؤرشف من الأصل في 2021-01-26.
54. ↑  "Protect your property and yourself – make a Parshell – World Cultures European". مؤرشف من الأصل في 2021-01-25.
55. ↑  Briggs (1976) p. 41.
56. ↑  Opie, Iona  [لغات أخرى]‏ and Tatem, Moira (eds) (1989) A Dictionary of Superstitions دار نشر جامعة أكسفورد. p. 38.
57. ↑  Briggs (1976) "Bells" p. 20.
58. ↑  Briggs (1967) p. 74.
59. ↑  Lewis (1994) p. 125.
60. ↑  Silver (1999) p. 155.
61. ↑  Lenihan, Eddie and Green, Carolyn Eve (2004) Meeting The Other Crowd: The Fairy Stories of Hidden Ireland. pp. 146–7 (ردمك 1-58542-206-1).
62. ↑  Lenihan (2004) p. 125.
63. ↑  Silver (1999) p. 152.
64. ↑  Briggs (1976) "Brownies" p. 46.
65. ↑  Briggs (1967) p. 34.
66. ↑  Briggs (1976) "Infringement of fairy privacy" p. 233.
67. ↑  Briggs (1976) "Fairy morality" p. 115.
68. ↑  Gauldie, E. (1981) The Scottish Miller 1700 – 1900. Edinburgh, John McDonald. p. 187.
69. ↑  Eason، Cassandra (2008). "Fabulous creatures, mythical monsters and animal power symbols". Fabulous creatures, mythical monsters, and animal power symbols: a handbook. ص. 147, 148. ISBN:9780275994259. اطلع عليه بتاريخ 2013-05-11.
70. ↑  Briggs, K. M. (1967) The Fairies in English Tradition and Literature. Chicago, University of Chicago Press. p. 71.
71. ↑  "Fairy Legends and Traditions: The Legend of Knocksheogowna". www.sacred-texts.com. مؤرشف من الأصل في 2020-10-03.
72. 1 2  Child, Francis The English and Scottish Popular Ballads.
73. ↑  "The Child Ballads: 37. Thomas Rymer". Sacred-texts.com. مؤرشف من الأصل في 2021-01-26. اطلع عليه بتاريخ 2012-08-15.
74. ↑  Briggs (1967) p. 104.
75. ↑  Briggs (1967) pp. 50–1.
76. ↑  De Nugis Curiallium by Walter Map, Edited by F. Tupper & M.B Ogle (Chatto & Windus, London 1924)
77. ↑  Lenihan (2004) pp. 109–10.
78. ↑  Northumberland Folk Tales, by Rosalind Kerven (2005) Antony Rowe Ltd, p. 532.
79. ↑  Narváez, Peter (1997) The Good People: New Fairylore Essays. University Press of Kentucky. pp. 126 نسخة محفوظة 2020-08-06 على موقع واي باك مشين.
80. ↑  Briggs (1976) "Fairy ointment" p. 156.
81. ↑  Evans Wentz, W. Y. (1966, 1990) The Fairy-Faith in Celtic Countries. Gerrards Cross, Colin Smythe Humanities Press (ردمك 0-901072-51-6) نسخة محفوظة 2021-01-26 على موقع واي باك مشين.
82. ↑  Briggs (1976) p. 15.
83. ↑  Kirk، Robert؛ Lang, Andrew (28 ديسمبر 2007). "1. Of the subterranean inhabitants". The Secret Commonwealth of Elves, Fauns and Fairies. Easy Reading Series. Aberfoyle, Scotland: Forgotten Books. ص. 39. ISBN:978-1-60506-185-6. مؤرشف من الأصل في 2021-02-28. اطلع عليه بتاريخ 2010-04-30.
84. ↑  Lewis (1994) pp. 129–30.
85. 1 2  Briggs (1976). "Fairies in medieval romances". p. 132.
86. ↑  "The Origins and History of Fairies". مؤرشف من الأصل في 2021-01-26.
87. ↑  Briggs (1976) Morgan Le Fay p. 303.
88. ↑  Briggs (1976) Faerie Queen, p. 130.
89. ↑  Briggs (1967) p. 174.
90. ↑  The Illustrated Encyclopedia of Fairies, Anna Franklin, Sterling Publishing Company, 2004, p. 18.
91. ↑  Shakespeare، William (1979). Harold F. Brooks (المحرر). The Arden Shakespeare "A Midsummer Night's Dream". Methuen & Co. Ltd. cxxv. ISBN:0-415-02699-7. مؤرشف من الأصل في 2021-09-18.
92. ↑  Hunt, Maurice. "Individuation in A Midsummer Night's Dream." South Central Review 3.2 (Summer 1986): 1–13.
93. ↑  Zipes, Jack (2000) The Great Fairy Tale Tradition: From Straparola and Basile to the Brothers Grimm. W. W. Norton. p. 858 (ردمك 0-393-97636-X).
94. ↑  Tatar, Maria (2003) The Hard Facts of the Grimms' Fairy Tales. Princeton University Press. p. 31 (ردمك 0-691-06722-8).
95. ↑  Tolkien, J. R. R. "On Fairy-Stories", The Tolkien Reader, pp. 10–11.
96. ↑  Briggs, (1967) pp. 165–7.
97. ↑  Briggs (1967) p. 203.
98. ↑  Briggs (1967) p. 209.
99. ↑  "Lewis pp. 129-130".
100. ↑  Lang, Andrew Preface The Lilac Fairy Book. نسخة محفوظة 2020-02-09 على موقع واي باك مشين.
101. ↑  J. M. Barrie, Peter Pan in Kensington Gardens and Peter and Wendy, Oxford Press, 1999, p. 32.
102. ↑  J. M. Barrie, Peter Pan in Kensington Gardens as well Peter and Wendy, Oxford Press, 1999, p. 132.
103. ↑  Gates, David (29 نوفمبر 1999). "Nothing Here But Kid Stuff". Newsweek. مؤرشف من الأصل في 2021-01-25. اطلع عليه بتاريخ 2009-08-19.
104. ↑  Windling، Terri (11 نوفمبر 2006). "Victorian Fairy Paintings". endicott-studio.com. مؤرشف من الأصل في 2006-11-11.

### فهرس
- DL Ashliman، Fairy Lore: A Handbook (Greenwood، 2006)
- بريان فرود وآلان لي، فيريز (Peacock Press / Bantam، نيويورك، 1978)
- نيكولا باون، الجنيات في الأدب والفن في القرن التاسع عشر (كامبريدج: مطبعة جامعة كامبريدج، 2001)
- كاثرين بريجز، معجم الجنيات: Hobgoblings، Brownies، Bogies، وغيرها من الكائنات الخارقة للطبيعة (Bungay: Penguin، 1977)
- كاثرين بريجز، الجنيات في التقليد والأدب، الطبعة الثانية (لندن: روتليدج، 2020)
- كتيب رونان كوجلان للجنيات (كابال بان، 2002)
- ريتشارد فيرث جرين، Elf Queens and Holy Friars: Fairy Beliefs and the Medieval Church (فيلادلفيا: مطبعة جامعة بنسلفانيا، 2016)
- ليزان هندرسون وإدوارد ج.كوان، المعتقدات الخيالية الاسكتلندية: تاريخ (إدنبرة، 2001 ؛ 2007)
- رونالد هاتون، «صنع التقليد الخيالي البريطاني الحديث المبكر»، المجلة التاريخية 57 (4)، 1135-1157
- سي إس لويس، الصورة المهملة: مقدمة لأدب العصور الوسطى وعصر النهضة (1964)
- هارمونيا سايل "Walking the Faery Pathway" (أو بوكس، لندن، 2010)
- باتريشيا ليساغت، The Banshee: The Irish Supernatural Death Messenger (Glendale Press، Dublin، 1986)
- Peter Narvaez، The Good People، New Fairylore Essays (Garland، New York، 1991)
- Eva Pocs، Fairies and Witches عند حدود جنوب شرق ووسط أوروبا FFC no 243 (Helsinki، 1989)
- جوزيف ريتسون، حكايات خرافية، تم جمعها الآن لأول مرة: التي سبق لها رسالتان: 1. على الأقزام. 2. على الجنيات، لندن، ١٨٣١
- ديان بيركيس، أشياء مزعجة: تاريخ من الجنيات وقصص خرافية (ألين لين، 2000)
- كارول جي سيلفر، الشعوب الغريبة والسرية: الجنيات والوعي الفيكتوري (أكسفورد: مطبعة جامعة أكسفورد، 1999)
- تومكينسون، جون ل.اليونان المسكونة: الحوريات ومصاصي الدماء وغيرهم من Exotika (Anagnosis، 2004)(ردمك 960-88087-0-7)

### الثقافة الشعبية
- القليل من سكر الجنية الثلجي، أنيمي.